# Amanitina

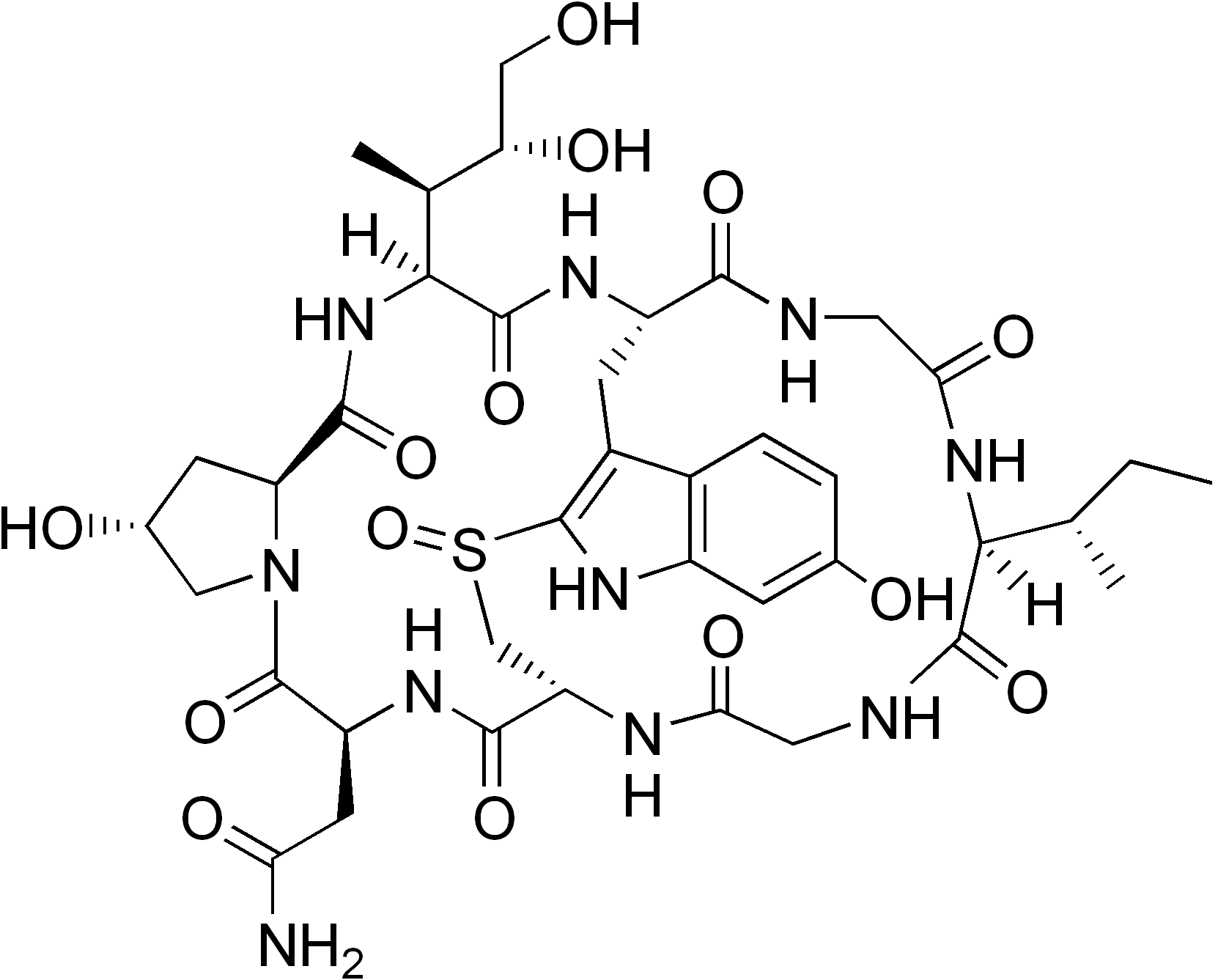
Estructura química de l'amanitina.

El compost alfa-amanitina o α-amanitina és un pèptid no ribosomal cíclic de vuit aminoàcids, probablement una de les toxines del grup amatoxines més letals, trobades en diverses espècies del gènere de fongs amanites, en particular la farinera borda Amanita phalloides i Amanita virosa. El compost es troba també en els fongs Galerina marginata i Conocybe filaris. La dosi mortal per al 50% dels individus de prova és aproximadament 0,1 mg/kg. La α-amanitina és un inhibidor de l'ARN polimerasa II, el que fa que sigui una tan letal verí en animals.
La penicil·lina competeix amb les amanitines en el sistema d'entrada cel·lular de la membrana de l'hepatòcit, per la qual cosa és un efectiu antídot contra els efectes de l'enverinament per aquests tòxics aminoàcids.